# Dangerous and Moving
Albums de t.A.T.u.
Remixes
(2003) Lioudi invalidy
(2005)
Dangerous and Moving est le deuxième album anglais du groupe t.A.T.u..

## Liste des chansons
1. Dangerous and Moving (Intro) - 0:49
2. All About Us - 3:00
3. Cosmos (Outer Space) - 4:11
4. Loves Me Not - 2:55
5. Friend or Foe - 3:08
6. Gomenasai - 3:42
7. Craving (I Only Want What I Can't Have) - 3:50
8. Sacrifice - 3:09
9. We Shout - 3:02
10. Perfect Enemy - 4:12
11. Obezyanka Nol - 4:25
12. Dangerous and Moving - 4:35
13. Vsya Moya Lubov [Piste bonus : Russie, Europe, Japon] - 5:50
14. Lyudi Invalidi [Piste bonus : Japon] - 4:35[1]
15. Divine [Piste bonus : Japon] - 3:17[1]